# Левин, Карл
Карл Милтон Левин (англ. Carl Milton Levin; 28 июня 1934, Детройт — 29 июля 2021, Детройт) — американский политик, сенатор США от штата Мичиган, член Демократической партии.
Младший брат Сандера Левина, представляющего штат Мичиган в Палате представителей США с 1983 года.
Окончил Суортмор-колледж (1956), получил степень в области права в Гарвардском университете (1959). Занимался юридической практикой в Детройте.
В 1969 году был избран в городской совет Детройта. Был переизбран в 1973 году.
В 1978 году был избран в Сенат США от Демократической партии. В 1984, 1990, 1996, 2002 и 2008 годах — переизбран.
Последовательный борец с уклонением от уплаты налогов посредством использования оффшорных юрисдикций, автор нескольких соответствующих законопроектов, среди которых «О предотвращении злоупотреблений налоговыми гаванями» (Bill S. 681 'Stop Tax Haven Abuse Act').
22 июля 2014 года в письме президенту Обаме предложил признать Донецкую Народную Республику террористической организацией и ввести широкие санкции против России.
Умер 29 июля 2021 года в Детройте.